# Ukraïnska Pravda
Ukraïnska Pravda (ucraïnès: Українська правда, literalment La veritat ucraïnesa) és un popular diari ucraïnès publicat a Internet, fundat per Georgui R. Gongadze l'abril del 2000 (el dia del referèndum constitucional ucraïnès). Publicat principalment en ucraïnès amb articles publicats en o traduïts al rus i anglès, el diari s'adapta cap al públic general amb cert èmfasi especial col·locat sobre els temes més candents de la política d'Ucraïna. S'ha informat que de vegades el govern d'Ucraïna ha exercit pressions sobre la publicació per restringir l'accés a llibertat d'informació.

## Llocs web nascuts a l'ombra del projecte Ukraïnska Pravda
Ukraïnska Pravda és també el lloc que agrupa els següents llocs web germans creats posteriorment:
- Economitxna Pravda (literalment "veritat econòmica") - economia i notícies i publicacions de negocis
- Табло ID – lloc de notícies il·lustrat de celebritats, que presta molta atenció a la vida pública dels polítics ucraïnesos i estadistes
- Champion.com.ua – Web de notícies esportives
- Ukraïnska Pravda.Kíiv – Notícies locals i articles sobre la ciutat de Kíev
- Ukraïnska Pravda.Jittia (literalment "Vida") – revista electrònica social
- Istoritxna Pravda – revista de notícies d'història
- blog-post sections:
  - Ukraïnska Pravda.Blohi – "Blogs" (bloggers seleccionats)
  - Ukraïnska Pravda.Narodni Blohi – "Els blogs de la gent" (blogs públics)